# Bartholomäus von Grottaferrata

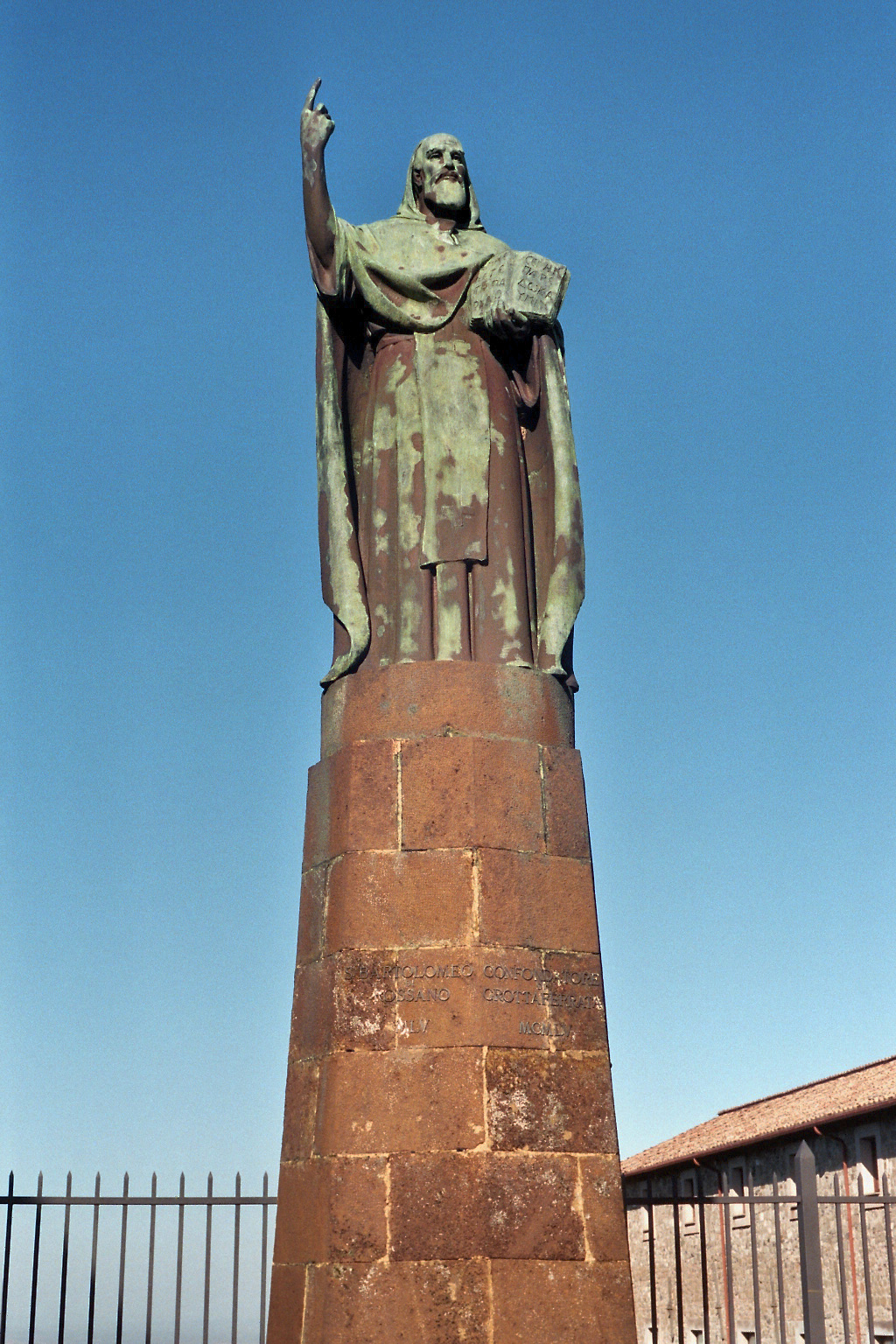
Statue des Bartholomäus von Grottaferrata am Platz vor der Abteikirche Santa Maria di Grottaferrata

Bartholomäus von Grottaferrata (* um 980; † zwischen 1050 und 1055), auch Bartholomäus der Jüngere oder nach seiner Herkunft Bartholomäus von Rossano war Mitbegründer und vierter Abt des Klosters Grottaferrata bei Rom. Außerdem gilt er als einer der fruchtbarsten byzantinischen Hymnenschreiber des 11. Jahrhunderts.
Bartholomäus wurde zwischen 985 und 990 in der kalabrischen Stadt Rossano als Sohn vornehmer und frommer Eltern geboren. Im Alter von zwölf Jahren schloss er sich Nilus von Rossano an, der zwischen 981 und 1003 in Valleluce bei Montecassino und Serperi bei Gaeta lebte. Bartholomäus folgte Nilus nach Rom und half ihm in der Nähe von Rom auf den Hügeln von Tusculum bei der Gründung des Klosters von Grottaferrata. Als Nilus bald nach der Gründung starb, setzte er die Arbeiten fort und schuf den Klosterbau auf dem Platz einer ehemaligen römischen Villa. Der Bau wurde 1024 fertiggestellt und von Papst Johannes XIX. eingeweiht und der Muttergottes geweiht. Bartholomäus soll besonders zu Papst Benedikt IX. gute Beziehungen unterhalten haben, der sich nach seiner Exkommunikation vor seinem Tod in das Kloster Grottaferrata zurückzog. Bartholomäus wird auch eine Lebensbeschreibung des Nilus von Rossano zugeschrieben, seine Autorschaft ist aber umstritten.
In der Kunst wird Bartholomäus von Grottaferrata als bärtiger Mann dargestellt. Auf einer Statue auf dem Kirchenvorplatz des Klosters Grottaferrata hält er ein Buch in der Hand und verweist mit einem Finger nach oben in Richtung Himmel. Ein Altarbild von Domenichino in Grottaferrata zeigt ihn bei einer Marienerscheinung neben Nilus kniend. Das Fest des heiligen Bartholomäus wird in Grottaferrata und in Rossano am 11. November gefeiert.